# Molten Globule
Molten Globule (zu Deutsch ‚geschmolzenes Kugelförmiges‘) bezeichnet in der Biochemie eine Proteinstruktur bei manchen Proteinen, die sich zwischen der nativen Form und der denaturierten Form befindet und von diesen Formen unterscheidbar ist.

## Eigenschaften
Das molten Globule wurde erstmals 1983 für Cytochrom c von M. Ohgushi und A. Wada beschrieben. Bei hohen Konzentrationen an Salzen oder niedrigem pH-Wert (pH 2) nimmt Cytochrom c eine Form mit weniger dicht gepacktem Zentrum als die native Form. Dadurch können kleine Moleküle in das Innere dieser Proteine diffundieren. Die molten Globule-Form kann teilweise auch durch milde Denaturierung erreicht werden. Der Übergang der Formen in einander verläuft bei diesen Proteinen von Nativ ↔ molten Globule ↔ Denaturiert, wobei eine Kooperativität der Formen bei der Umwandlung vermutet wurde. Beim Übergang von der nativen zur molten Globule-Form treten vor allem Änderungen der Tertiärstruktur der Proteine auf. Daher wurde die molten Globule-Form auch als dritte Phase von manchen Proteinen bezeichnet.
Beim Proteindesign wird versucht, eine molten Globule- oder eine denaturierte Form des Proteins zu vermeiden.
Beispiele für Proteine mit molten Globule-Form sind Cytochrom c, Apomyoglobin, Flavodoxin-artige Proteine, α-Lactalbumin, das P2-Protein von Plasmodium falciparum und CylR2. Manche intrinsisch unstrukturierten Proteine besitzen eine molten Globule-Form.